# Police d'intervention (Hongrie)
 (mai 2025).
Si vous disposez d'ouvrages ou d'articles de référence ou si vous connaissez des sites web de qualité traitant du thème abordé ici, merci de compléter l'article en donnant les références utiles à sa vérifiabilité et en les liant à la section « Notes et références ».

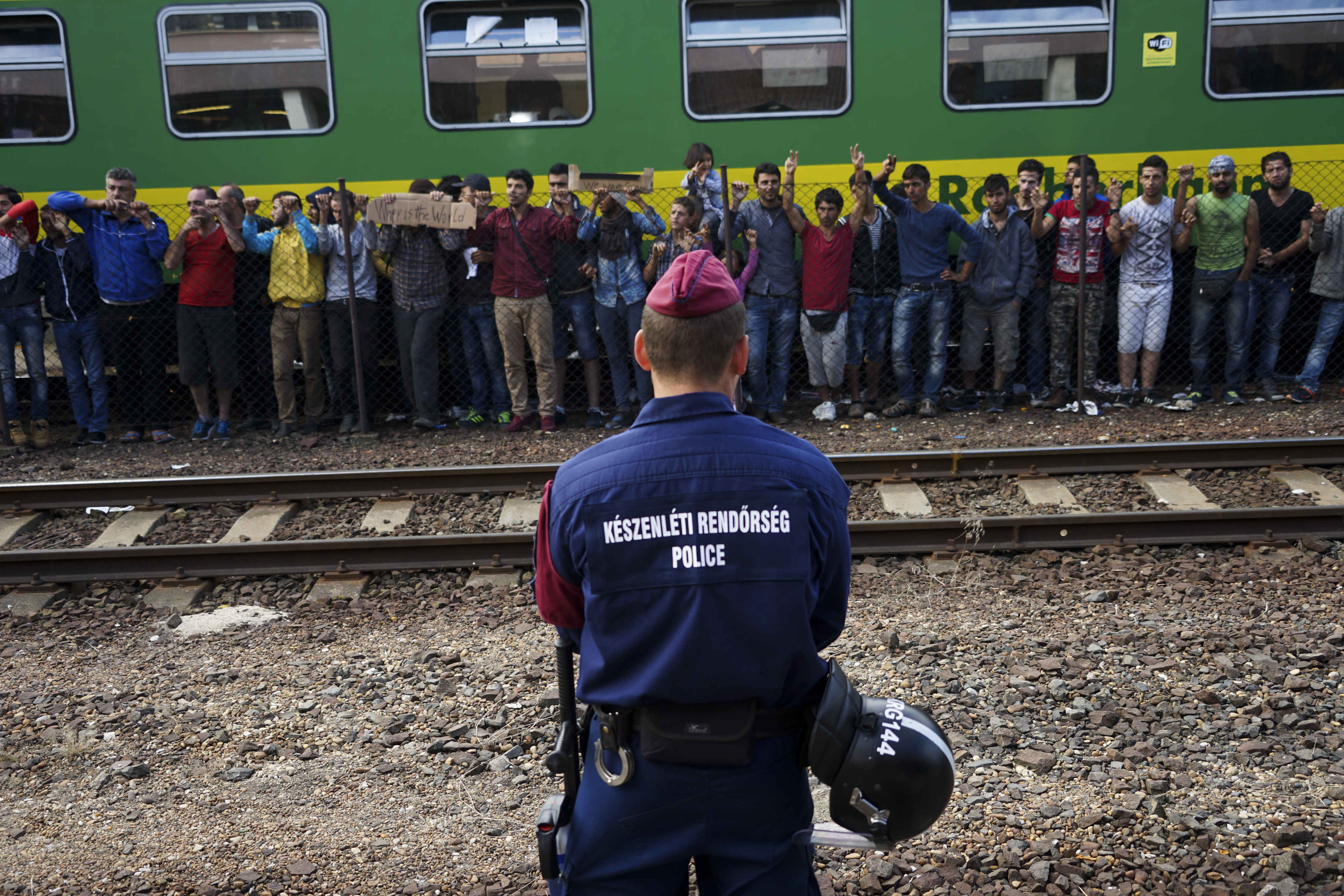
Des officiers de la Police d'intervention à la gare de Budapest-Keleti lors de l'épisode hongrois de la Crise des réfugiés en Europe, en août 2015.

La Police d'intervention (en hongrois : Készenléti Rendőrség) est une unité de la police de la République hongroise. Elle est chargée du maintien de l'ordre et de la sécurité lors des grands événements publics, ainsi que lors des manifestations, à l'instar en France des Compagnies républicaines de sécurité. Comme tous les corps de la police civile hongroise, elle dépend de la Capitainerie principale nationale (ORFK, Országos Rendőrfőkapitányság) et du Ministère hongrois de l'Intérieur. 
Entre 2004 et 2008, l'unité de Police d'intervention est réorganisée au sein d'un Service de sécurité des forces de l'ordre (Rendészeti Biztonsági Szolgálat, REBISZ ou RBSZ) par Mónika Lamperth, alors ministre socialiste de l'Intérieur. Celui-ci regroupe alors également l'Etat-major des forces de déploiement rapide, les directions des services spéciaux (brigades antiterroriste, de déminage, financières), le service postal de l'État, les bataillons à cheval de la Capitainerie de la police de Budapest, la police autoroutière, l'Etat-major de la police de l'air, le service de sécurité aéroportuaire, et enfin l'Orchestre de la police de la République hongroise.
Le 1er janvier 2008, le REBISZ est entièrement renommé Police d'intervention. Elle intègre alors la Police aux frontières qui fusionne avec le service de sécurité aéroportuaire mais perd la direction de la police autoroutière, laquelle est réorganisée à l'échelon des comitats. Le 1er juillet 2012, la Police d'intervention absorbe la Garde républicaine (Köztársasági Őrezred) et en septembre de la même année, elle prend la direction du Bureau national d'investigation (Nemzeti Nyomozó Iroda, NNI). 
Malgré ses ressemblances avec les missions traditionnellement dévolues aux corps de gendarmerie en Europe, la Police d'intervention hongroise ne peut pas être considérée comme telle. En raison de son rôle actif dans la déportation des Juifs hongrois durant la Seconde Guerre mondiale, la gendarmerie royale hongroise (csendőrség), supprimée en 1945, n'a jamais été recréée.